# Театральная энциклопедия
Театра́льная энциклопе́дия (ТЭ) — одно из первых научно-справочных изданий на русском языке, где освещается история и теория театра с начала возникновения этого вида искусства до середины 1960-х годов XX века.
Государственное научное издательство «Советская энциклопедия» выпускало Театральную энциклопедию в 1961—1967 годах. Было выпущено всего шесть томов, из которых пять были основными, а один — дополнительный. Объём энциклопедии составляет 5268 страниц. Издание предназначено для широкой аудитории: как для тех, кто не имеет прямого отношения к театральной среде, так и для людей соответствующих профессий («актёров, режиссёров, художников, преподавателей и учащихся специальных учебных заведений, работников газет,  радио и телевидения, интересующихся театром, участников художественной самодеятельности, слушателей университетов культуры»).

## Способ организации
Все статьи в энциклопедии располагаются в алфавитном порядке. Инициалы авторов статей энциклопедии расшифровываются в конце каждого тома, неподписанные статьи представляют собой результат работы редакции.
К статьям о крупнейших театрах, театральном искусстве дальнего и ближнего зарубежья, посвящённым театральной терминологии, творчеству выдающихся деятелей сценического искусства в издании прилагаются соответствующие иллюстрации. Их количество лимитировано исключительно предельными объёмами издания.

## Авторы
Энциклопедию составляли ведущие театроведы СССР и ряда зарубежных стран, в обсуждении и написании статей принимали участие представители Института истории искусств Академии наук СССР, Ленинградского государственного научно-исследовательского института театра, музыки и кинематографии, преподаватели ЛГИТМиКа и ГИТИСа. Материалы, посвящённые театральному искусству народов союзных республик, были подготовлены специальными научно-исследовательскими институтами и другими театроведческими организациями, а именно: Институтом искусствознания, фольклора и этнографии АН УССР, Институтом искусствоведения, фольклора и этнографии АН БССР, НИИ искусствознания Академии наук Узбекской ССР,  Институтом истории искусств Армянской ССР, Институтом архитектуры и  искусства АН  Азербайджанской ССР, Театральным институтом Грузинской ССР  и  Грузинским Театральным  музеем, Театральным обществом Эстонской ССР,  Сектором искусствоведения АН  Казахской ССР.
Консультантами издания стали Высший институт театрального искусства (София), Научный институт театра и кино (Будапешт), Ассоциация театральных деятелей и драматургов (Пекин) и другие организации.
Значительная помощь в подготовке издания была оказана библиографическим кабинетом Всероссийского театрального общества.

## Редакторский состав
Главные редакторы: Стефан Стефанович Мокульский (1-й том, 1961) и Павел Александрович Марков (2, 3, 4, 5-й тома, 1963-1967).
Члены редакционной коллегии:
Г. Н. Бояджиев, Ю. А. Дмитриев, Н. Г. Зограф, О. Н. Кайдалова (заместитель главного редактора), Г. В. Келдыш, П. А. Марков, Б. И. Ростоцкий, Ю. И. Слонимский, Е. Л. Финкельштейн, В. В. Шверубович.
Научный совет издательства: А. П. Александров, А. А. Арзуманян, А. В. Арциховский, Н. В. Баранов, А. А. Благонравов, Н. Н. Боголюбов, Б. А. Введенский (председатель научного совета), Б. М. Вул, Г. Н. Голиков, И. Л. Кнунянц, Ф. В. Константинов, Б. В. Кукаркин, Ф. Н. Петров, В. М. Полевой, А. И. Ревин (заместитель председателя научного совета), Н. М. Сисакян, А. А. Сурков, Л. С. Шаумян (заместитель председателя научного совета).

## Содержание
В энциклопедии представлены материалы о самых разных видах театрального искусства, в первую очередь о таких, как драматическое, оперное, балетное, цирковое, эстрадное, а также музыкальной комедии, кукольном театре, оперетте и детском театре во всех его проявлениях. В статьях Театральной энциклопедии приветствуется о формах и жанрах театрального искусства, актёрском мастерстве, режиссуре, специфике театральной музыки, декоративном искусстве, сценографии, включая технические составляющие театрального дела, организации всего театрального процесса в целом, специальной архитектуре и устройству зданий для театра, театроведению, театральной критике, исследованиям учёных, посвящённых театру. Театральная энциклопедия даёт общее представление о театральном творчестве народов мира, главным предметом здесь служит театр тех стран, где наиболее развито в силу тех или иных обстоятельств театральное искусство. Пристальное внимание составителей энциклопедии и больший объём страниц отданы дореволюционному театру народов, населявших Россию, и так называемому советскому периоду развития театрального дела в нашей стране. Не менее значимое место занимают статьи, посвящённые театральному искусству наиболее развитых в области театра западноевропейских стран, таких как Англии, Франции, Италия, и отдалённых от Европы, например США. Кроме широко известных театральных держав, в энциклопедии представлены и данные о театре Востока (Индонезия, например), Латинской Америки (Бразилия, Аргентина), Австралийского Союза, целого ряда стран Европы, сведения о которых до того не были представлены на русском языке. Характер и объём размещённых в энциклопедии статей разнообразен: это и развёрнутые исторические очерки, и чисто справочные статьи, и содержащие лишь сухой фактический материал небольшие заметки. В очерках, как правило, даётся полная история театрального искусства тех или иных стран: развитие театра, драматургии, театральной архитектуры, специфической живописи, оформительского искусства, технические усовершенствования, биографии наиболее выдающихся деятелей театра. Некоторые статьи Театральной энциклопедии оснащены обширным справочным материалом, такие, например, как «Всемирные фестивали», «Журналы», «Декады». Даётся в алфавитном порядке и разъясняется специфическая театральная терминология. В материалах, посвящённых знаменитой системе Станиславского, характеризуются термины по технике сцены («Машины сценические», «Шумы», «Свет», «Эффекты сценические»), имеются при этом ссылки на общие статьи, где эти термины встречаются. В материалах энциклопедии нет отдельных глав, посвящённых непосредственно танцу, музыкальным инструментам, однако имеются статьи, в которых читатель сможет ознакомиться с наиболее значимыми фактами по вышеозначенным темам. В статьях, посвящённых народным артистам СССР и союзных республик, подчас, в связи с объяснимой ограниченностью объёма издания, указываются лишь наиболее важные данные биографий, носящие чисто справочный характер. Материалы, посвящённые композиторам, художникам, писателям, творчество которых лишь отчасти было связано с театром, содержат только сведения, касающиеся их чисто театральной деятельности. Таким же кратким образом описывается сотрудничество творческих людей сценических подмостков в области кинематографии или литературы, если они являются по преимуществу работниками театра, и почти совсем не описывается биография людей, не связанных тесно с театром. В статьях, посвящённых деятелям дореволюционного театра России, даты рождения и ухода из жизни даются по старому и новому стилю, однако иногда указывается лишь одна дата, что означает невозможность установить стиль. В статьях, где говорится о наиболее известных пьесах, балетах и операх, как правило, имеются сведения, где были осуществлены первые постановки и какие из сценарных версий были наиболее успешными при последующих воплощениях на сцене. О значении драматургических основ, актуальности их и сюжете говорится обычно в материалах, в которых представлен автор пьесы, оперы или балета, обычно это развёрнутый подробный очерк. Для характеристики и анализа пьес, балетов, опер выбираются наиболее значимые, так или иначе влияющие на ход развития театра произведения классиков и популярных авторов современной драматургии. Но большая часть предназначенных для сцены пьес, сценариев, либретто упомянуты в справочных материалах статей, повествующих о композиторах, хореографах, режиссёрах и драматургах. Театральная энциклопедия завершается списком упомянутых в материалах многотомного издания произведений.
Если произведение имеет два названия, то в энциклопедии даётся наиболее популярное для русской сцены, названия произведений дальнего и ближнего зарубежья всегда представлены в переводе на русский язык, в редком случае указывается подлинное иноязычное наименование. Пьесы, как правило, датируются по первой постановке на сценических подмостках. Правда, иногда бывают исключения. Если между написанием пьесы, сценария, либретто и первой постановкой произведения на сцене большой промежуток, то указываются две даты: написания автором и постановки. В статьях об актёрах произведение датируется, только если это выдающийся деятель сцены и его интерпретация заслуживает особого внимания, либо это артист далёкого прошлого, работы которого ранее не освещались в подобного рода изданиях. Как правило, роли, сыгранные актёрами, указываются в энциклопедии хронологически, то есть по мере создания, или по темам (национальная классика, мировая классика, современный репертуар). Особо выделены в издании статьи, повествующие о национальных и мирового значения театрах, в них указывается национальная принадлежность, собственное наименование, место расположения, в честь какого выдающегося деятеля этот театр назван. Наименования зарубежных театров даются в привычной для русскоязычного человека транскрипции: Комеди Франсез, Берлинер ансамбль, Друри-Лейн. Статьи о театрах предполагают наличие списка основного репертуара начиная с послереволюционного отсчёта времени, то есть с 1917 года. В энциклопедии широко используются сокращения, что принято в справочных изданиях и позволяет существенно сэкономить место. Наиболее известные литературные и драматургические произведения обычно упоминаются без указания автора («Ревизор», «Маскарад», «Гамлет»), знаменитых, почти нарицательных героев принято писать без названия произведения (Король Лир, Отелло, Хлестаков, Городничий). При перечне произведений одного автора между наименованиями ставится точка с запятой («Много шума из ничего»; «Ромео и Джульетта» Шекспира), то же саме условие выполняется при перечислении героев одного и того же произведения (Чацкий; Фамусов; Молчалин «Горе от ума»). Если в статье говорится о заглавной роли (партии в балете или опере) в одноимённом произведении, тогда название помечается «о. п.», что означает «одноимённое произведение». Инициалы наиболее известных мировых величин литературы не пишутся (Пушкин, Лермонтов, Толстой, Гоцци). Инициалы используются только в обзорных статьях.

## Тома
- I: 1961, «А — Глобус», под ред. C. C. Мокульского
- II: 1963, «Гловацкий — Кетуракис»[2], под ред. П. А. Маркова
- III: 1964, «Кетчер — Нежданова»[3], под ред. П. А. Маркова
- IV: 1965, «Нежин — Сярев»[4], под ред. П. А. Маркова
- V: 1967, «Табакова — Яшугин»[5], под ред. П. А. Маркова
- VI: дополнительный том, содержащий статьи, которые не вошли в основные тома, а также указатель. Предметный указатель создан с целью облегчить читателям пользование материалами Театральной энциклопедии.

## Электронные версии
Также энциклопедией можно воспользоваться на сайтах: http://istoriya-teatra.ru/theatre и https://www.booksite.ru/fulltext/the/ate/theater/tom1/index.htm